# Kiki Blanche
Kiki Blanche cuyo nombre real es María Josefina Cabral (nacida en Santiago de Chile, 1934) es un personaje ficticio de la telenovela chilena Bellas y audaces, interpretado por la actriz chilena Luz Jiménez.

## Personaje
Es la madre de la familia Cabral y siempre está preocupada por ésta, dedica su vida a su familia, encargándose de las labores de su peluquería y sus hijos. Es extravagante y sociable, además de asertiva y decisiva cuando se trata del bienestar de los suyos.

## Biografía
Es una mujer fina y distinguida, dueña de un reconocido salón de belleza. Josefina Cabral —Su verdadero nombre— logró reconocimiento durante a fines la década de los 60 al ser una de las principales vedettes de una osada revista del Teatro Opera bajo el seudónimo de Kiki Blanche. Contrajo matrimonio con Sergio Rosselot (Carlos Matamala) en Paraguay, matrimonio que no fue válido en Chile. 
Luego de su regreso a Chile tuvo a Milena (Sonia Viveros) —hija biológica de Sergio— y en los años siguientes, adoptó a Connie (María Paz Vial), Pablo (Álvaro Pacull) y Fernanda (Ana María Gazmuri). Siendo esta última, hija de Milena que Kiki crio al cuando su hija era una adolescente. Su fiel compañía es su querida amiga Adelaida Gallardo (Silvia Piñeiro), quien trabaja para ella en su hogar como asesora doméstica.